# کارتیه مارتین
کارتیه مارتین (انگلیسی: Cartier Martin؛ زادهٔ ۲۰ نوامبر ۱۹۸۴) بازیکن بسکتبال اهل ایالات متحده آمریکا است.
از باشگاه‌هایی که در آن بازی کرده‌است می‌توان به آتلانتا هاوکس، گلدن استیت واریرز، شیکاگو بولز، واشینگتن ویزاردز، و دیترویت پیستونز اشاره کرد.